# Подгоринский
Подгоринский — хутор в Урюпинском районе Волгоградской области России, в составе Россошинского сельского поселения.
Население — 116 (2010)

## История
Дата основания не установлена. Первоначально известен как хутор Нижне-Подгоренский. Хутор относился к юрту станицы Тепикинской Хопёрского округа Земли Войска Донского. В 1859 году на хуторе Нижне-Подгоринском проживало 58 мужчин и 69 женщин. В Списке населённых мест Области войска Донского по переписи 1873 года указан как хутор Подгоренский. Большинство населения было неграмотным: согласно переписи населения 1897 года на хуторе проживало 214 мужчин и 230 женщин, из них грамотных: мужчин — 43, женщин — 1.
Согласно алфавитному списку населённых мест Области Войска Донского 1915 года земельный надел хутора составлял 2161 десятина, проживали 304 мужчины и 283 женщины.
В 1921 году в составе Хопёрского округа хутор был передан Царицынской губернии. С 1928 года — в составе Урюпинского района Хопёрского округа (упразднён в 1930 году) Нижне-Волжского края (с 1934 года — Сталинградского края. В 1935 году передан в состав Добринского района Сталинградского края (с 1936 года Сталинградской области, с 1954 по 1957 год район входил в состав Балашовской области). В 1963 году в связи с упразднением Добринского района хутор вновь передан в состав Урюпинского района.

## География
Хутор находится в луговой степи, на границы поймы реки Хопёр и Калачской возвышенности, при устье глубокой балки, чуть ниже хутора Булековский. Центр хутора расположен на высоте около 90 метров над уровнем моря. В пойме Хопра и по прилегающим склонам Калачской возвышенности сохранились леса. Почвы — чернозёмы обыкновенные, в пойме Хопра - пойменные нейтральные и слабокислые.
По автомобильным дорогам расстояние до административного центра сельского поселения хутора Россошинский составляет 5,2 км, районного центра города Урюпинска — 33 км, до областного центра города Волгоград — 370 км.
Часовой пояс
Подгоринский, как и вся Волгоградская область, находится в часовой зоне МСК (московское время). Смещение применяемого времени относительно UTC составляет +3:00.

## Население
Динамика численности населения по годам:
| 1859 | 1873 | 1897 | 1915 |
| ---- | ---- | ---- | ---- |
| 127  | 197  | 444  | 587  |

| 2010 |
| ---- |
| 116  |